# 太田哲三
太田 哲三（おおた てつぞう、1889年（明治22年）5月8日 - 1970年（昭和45年）7月4日）は日本の会計学者、公認会計士。一橋大学名誉教授、元・中央大学教授。商学博士（一橋大学）。監査法人太田哲三事務所（EY新日本有限責任監査法人の前身）の創設者で、日本公認会計士協会の初代会長。実業界では長浜ゴム工業（のちの三菱樹脂）社長を2年間務め、その後は三菱化成（三菱ケミカルホールディングスの前身）監査役を最晩年まで務めた。従三位・勲二等瑞宝章。
弟子に番場嘉一郎（一橋大学名誉教授）・黒澤清（横浜国立大学名誉教授）・岩田巌（元一橋大学教授）・不破貞春（元明治大学教授）・飯野利夫（一橋大名誉教授）・山邊六郎（元横浜国立大学教授）・井上達雄（中央大学名誉教授）・新井益太郎（成蹊学園名誉理事、成蹊大学名誉教授）・関口重之（元青山学院大学教授）等がいる。

## 経歴
静岡県清水市（現・静岡市清水区）生まれ。実家は呉服問屋。旧制静岡中学校（現・静岡県立静岡高等学校）を経て、1913年（大正2年）7月に東京高等商業学校専攻部を卒業。
母校の東京高商に助手ポストの空きがなかったため、同年9月、中央大学商科・経済科講師となる。上田貞次郎門下であったため、担当科目は上田から譲り受けた「商工経営論」と「経済事情」であった。また専任になるため、担当科目の関係で、夜間部で「商業簿記」・「銀行簿記」・「会計学」を受け持った。これらの科目は苦手分野であったため、非常に困ったというが、以降、会計学者として研究を進めた。
1921年（大正10年）、大学に昇格した母校・東京商科大学専門部講師、翌1922年（大正11年）に予科講師。1923年（大正12年）、東京商科大学予科教授。1929年（昭和4年）4月、下野直太郎の退官を受けて東京商科大学教授。1929年（昭和4年）には米田吉盛の依頼で横濱専門学校（神奈川大学の前身）の商業理財科の創立に協力した。1948年（昭和23年）3月、東京商科大学教授を退官。
1948年（昭和23年）5月に長浜ゴム工業の社長に就任し、1950年（昭和25年）まで務めた。その後は三菱化成の監査役に就任し、日本経済新聞に「私の履歴書」を連載した1968年（昭和43年）現在も務めていた。
中央大学に戻り、経理研究所所長 兼 商学部教授を務めた（1964年（昭和39年）3月まで）。
1949年（昭和24年）の公認会計士試験を受験・合格し、翌年の1950年（昭和25年）に公認会計士名簿に登録した。1951年（昭和26年）に公認会計士事務所を開いた。太田の事務所は、監査法人の制度が創設された1965年（昭和40年）にいち早く法人化し、監査法人太田哲三事務所となった。1950年（昭和25年）に日本公認会計士協会が発足すると初代会長に就任し、1961年（昭和36年）まで在任。
1950年の第2回参議院議員通常選挙に全国区から無所属で立候補したが落選した。
1952年（昭和27年）6月、『固定資産会計の研究』で一橋大学より商学博士の学位を取得。1965年（昭和40年）に勲三等旭日中綬章を受章。1970年（昭和45年）の死去後に従三位に叙され、勲二等瑞宝章を追贈された。